# Piła (województwo kujawsko-pomorskie)
Piła – wieś w Polsce, położona w województwie kujawsko-pomorskim, w powiecie tucholskim, w gminie Gostycyn, nad Brdą. Status samodzielnej miejscowości oficjalnie uzyskała 1 stycznia 2008 roku, w wyniku wydzielenia ze wsi Gostycyn. W przeprowadzonym w marcu 2007 referendum ze 109 uprawnionych do głosowania osób zagłosowało 93, z czego 48 oddało głosy za nazwą Piła (Piła nad Brdą uzyskała 29 głosów, Piła-Młyn 16).
W latach 1850–1892 mieszkańcy okolic, a od początku XX wieku do lat II wojny światowej niemieccy i polscy przemysłowcy wydobywali w Pile metodą podziemną węgiel brunatny. Węgiel wydobywano systemem sztolniowym z 6 kopalń głębinowych: Buko (1892), Olga (1900), Montania, Aleksandra, Teresa i Zofia o głębokości do 50 m. Pierwszą kopalnię założyli bracia David i Jakob Bukowzerowie. W 1918 uruchomiono kolejkę wąskotorową z Piły do Gostycyna, wtedy też rozpoczęły eksploatację kopalnie Aleksandra i Montania. Po 1920 wraz z kopalnią "Olga" zostały one przejęte przez braci Radomskich. W 1936 koncesję na wydobywanie węgla uzyskał Antoni Ostrowski, który wybudował kopalnię "Teresa". Po 1945 przez kilka lat próbował on wznowić eksploatację zasobów, jednak ze względu na wysokie koszty transportu i niską cenę węgla brunatnego, wypieranego z rynku przez węgiel kamienny, zrezygnował z działalności górniczej.
Pozostałości prac górniczych, zapadliska i sztolnie są obecnie udostępniane turystom do zwiedzania przez Stowarzyszenie BUKO, będącego organizatorem Górniczej Wioski.
W 1928 r. w ramach prac związanych z koncepcją budowy kaskady Brdy prof. Karol Pomianowski zaprojektował w Pile przegrodzenie Brdy tamą, w wyniku czego powstałe rozlewisko Brdy połączyłoby się z Jeziorem Szpitalnym i Jeziorem Średnim, tworząc nowy zbiornik retencyjny. Do realizacji koncepcji nie doszło, a jezioro Średnie (Średniak) wykorzystywane jest rekreacyjnie (strzeżone kąpielisko z pomostami oraz wypożyczalnia sprzętu wodnego).
Wyodrębnienie się Piły jako samodzielnej miejscowości było możliwe między innymi w wyniku działalności lokalnego stowarzyszenia BUKO – Stowarzyszenie Mieszkańców i Miłośników Piły nad Brdą, którego statutowymi celami są badanie historii Piły oraz ochrona i promocja jej walorów przyrodniczych i środowiskowych.  
W roku 2013 Stowarzyszenie BUKO utworzyło w Pile wieś tematyczną "Górnicza Wioska", w której możliwe jest zwiedzanie pozostałości po podziemnej kopalni węgla brunatnego Montania z 1900 roku (w chwili obecnej można zwiedzić tylko górną część sztolni upadowej – część podziemna jest niedostępna ze względu na zły stan zachowania) z historyczno-przyrodniczą ścieżką dydaktyczną (dostępne audiobooki). Prezentowana jest również ekspozycja "Piła 100 lat temu" w postaci makiety miejscowości i kopalń z lat 1919-1921. 
W latach 1975–1998 Piła administracyjnie należała do województwa bydgoskiego.
Obecny most na Brdzie pochodzi z 1975 roku.